# WTA Tour 1994
Die WTA Tour 1994 war der 24. Jahrgang der Damentennis-Turnierserie, die von der Women’s Tennis Association ausgetragen wird.
Die Teamwettbewerbe Hopman Cup und Federation Cup sind nicht Bestandteil der WTA Tour. Hier werden sie aufgeführt, da die Spitzenspielerinnen diese Turniere in der Regel spielen.

## Turnierplan
| Kategorie          |
| ------------------ |
| Grand Slam         |
| Tour Championships |
| Tier I             |
| Tier II            |
| Tier III           |
| Tier IV            |

| Sonstige       |
| -------------- |
| Hopman Cup     |
| Federation Cup |

### Erklärungen
Die Zeichenfolge von z. B. 128E/96Q/64D/32M hat folgende Bedeutung:

128E = 128 Spielerinnen spielen im Einzel

96Q = 96 Spielerinnen spielen die Qualifikation

64D = 64 Paarungen spielen im Doppel

32M = 32 Paarungen spielen im Mixed

### Januar
| Datum 1 | Turnier                                                                                                | Sieger(in)                        | Finalgegner(in)                      | Ergebnis       |
| ------- | --- | --------------------------------- | ------------------------------------ | -------------- |
| 03.01.  | Hopman Cup Perth, Australien ITF – 700.000 $ Hartplatz                                                 | Jana Novotná Petr Korda           | Anke Huber Bernd Karbacher           | 2:1            |
| 03.01.  | Danone Hardcourt Championships Brisbane, Australien Tier III – 150.000 $ Hartplatz – 56E/32Q/28D       | Lindsay Davenport                 | Florencia Labat                      | 6:1, 2:6, 6:3  |
| 03.01.  | Danone Hardcourt Championships Brisbane, Australien Tier III – 150.000 $ Hartplatz – 56E/32Q/28D       | Laura Golarsa Natalija Medwedjewa | Jenny Byrne Rachel McQuillan         | 6:3, 6:1       |
| 10.01.  | Tasmanian International Women’s Open Hobart, Australien Tier IV – 100.000 $ Hartplatz – 32E/32Q/16D    | Mana Endō                         | Rachel McQuillan                     | 6:1, 6:71, 6:4 |
| 10.01.  | Tasmanian International Women’s Open Hobart, Australien Tier IV – 100.000 $ Hartplatz – 32E/32Q/16D    | Linda Harvey-Wild Chanda Rubin    | Jenny Byrne Rachel McQuillan         | 7:5, 4:6, 7:61 |
| 10.01.  | Peters NSW Open Tournament of Champions Sydney, Australien Tier II – 300.000 $ Hartplatz – 32E/32Q/16D | Kimiko Date                       | Mary Joe Fernández                   | 6:4, 6:2       |
| 10.01.  | Peters NSW Open Tournament of Champions Sydney, Australien Tier II – 300.000 $ Hartplatz – 32E/32Q/16D | Patty Fendick Meredith McGrath    | Jana Novotná Arantxa Sánchez Vicario | 6:2, 6:3       |
| 17.01.  | Australian Open Melbourne, Australien Grand Slam – 2.426.000 $ Hartplatz – 128E/64Q/64D/32M            | Steffi Graf                       | Arantxa Sánchez Vicario              | 6:0, 6:2       |
| 17.01.  | Australian Open Melbourne, Australien Grand Slam – 2.426.000 $ Hartplatz – 128E/64Q/64D/32M            | Gigi Fernández Natallja Swerawa   | Patty Fendick Meredith McGrath       | 6:3, 4:6, 6:4  |
| 17.01.  | Australian Open Melbourne, Australien Grand Slam – 2.426.000 $ Hartplatz – 128E/64Q/64D/32M            | Larisa Neiland Andrei Olchowski   | Helena Suková Todd Woodbridge        | 7:5, 60:7, 6:2 |
| 31.01.  | Amway Classic Auckland, Neuseeland Tier IV – 100.000 $ Hartplatz – 32E/28Q/16D                         | Ginger Helgeson                   | Inés Gorrochategui                   | 7:64, 6:3      |
| 31.01.  | Amway Classic Auckland, Neuseeland Tier IV – 100.000 $ Hartplatz – 32E/28Q/16D                         | Patricia Hy Mercedes Paz          | Jenny Byrne Julie Richardson         | 6:4, 7:63      |
| 31.01.  | Toray Pan Pacific Open Tokio, Japan Tier I – 750.000 $ Teppich (Halle) – 32E/32Q/16D                   | Steffi Graf                       | Martina Navratilova                  | 6:2, 6:4       |
| 31.01.  | Toray Pan Pacific Open Tokio, Japan Tier I – 750.000 $ Teppich (Halle) – 32E/32Q/16D                   | Pam Shriver Elizabeth Smylie      | Manon Bollegraf Martina Navratilova  | 6:3, 3:6, 7:63 |

### Februar
| Datum 1      | Turnier                                                                                                   | Siegerin                             | Finalgegnerin                       | Ergebnis       |
| ------------ | --- | ------------------------------------ | ----------------------------------- | -------------- |
| 07.02.       | EA-Generali Ladies Linz, Österreich Tier III – 150.000 $ Teppich (Halle) – 32E/32Q/16D                    | Sabine Appelmans                     | Meike Babel                         | 6:1, 4:6, 7:63 |
| 07.02.       | EA-Generali Ladies Linz, Österreich Tier III – 150.000 $ Teppich (Halle) – 32E/32Q/16D                    | Jewgenija Manjukowa Leila Mes’chi    | Åsa Carlsson Caroline Schneider     | 6:2, 6:2       |
| 07.02.       | Virginia Slims of Chicago Chicago, Vereinigte Staaten Tier II – 400.000 $ Teppich (Halle) – 28E/32Q/16D   | Natallja Swerawa                     | Chanda Rubin                        | 6:3, 7:5       |
| 07.02.       | Virginia Slims of Chicago Chicago, Vereinigte Staaten Tier II – 400.000 $ Teppich (Halle) – 28E/32Q/16D   | Gigi Fernández Natallja Swerawa      | Manon Bollegraf Martina Navratilova | 6:3, 3:6, 6:4  |
| 07.02.       | Asia Women’s Tennis Open Osaka, Japan Tier III – 150.000 $ Teppich (Halle) – 32E/30Q/16D                  | Manuela Maleeva-Fragnière            | Iva Majoli                          | 6:1, 4:6, 7:5  |
| 07.02.       | Asia Women’s Tennis Open Osaka, Japan Tier III – 150.000 $ Teppich (Halle) – 32E/30Q/16D                  | Larisa Neiland Rennae Stubbs         | Pam Shriver Elizabeth Smylie        | 6:4, 6:72, 7:5 |
| 14.02.       | Nokia Open Peking, China Tier IV – 100.000 $ Hartplatz (Halle) – 32E/20Q/16D                              | Yayuk Basuki                         | Kyoko Nagatsuka                     | 6:4, 6:2       |
| 14.02.       | Nokia Open Peking, China Tier IV – 100.000 $ Hartplatz (Halle) – 32E/20Q/16D                              | Chen Li-Ling Li Fang                 | Kerry-Anne Guse Valda Lake          | 6:0, 6:2       |
| 14.02.       | IGA Tennis Classic Oklahoma City, Vereinigte Staaten Tier III – 150.000 $ Hartplatz (Halle) – 32E/32Q/16D | Meredith McGrath                     | Brenda Schultz                      | 7:66, 7:64     |
| 14.02.       | IGA Tennis Classic Oklahoma City, Vereinigte Staaten Tier III – 150.000 $ Hartplatz (Halle) – 32E/32Q/16D | Patty Fendick Meredith McGrath       | Katrina Adams Manon Bollegraf       | 7:63, 6:2      |
| 15. – 20.02. | Open Gaz de France Paris, Frankreich Tier II – 400.000 $ Teppich (Halle) – 32E/32Q/16D                    | Martina Navratilova                  | Julie Halard                        | 7:5, 6:3       |
| 15. – 20.02. | Open Gaz de France Paris, Frankreich Tier II – 400.000 $ Teppich (Halle) – 32E/32Q/16D                    | Sabine Appelmans Laurence Courtois   | Mary Pierce Andrea Temesvári        | 6:4, 6:4       |
| 21.02.       | The Evert Cup Indian Wells, Vereinigte Staaten Tier II – 400.000 $ Hartplatz – 32E/16Q/16D                | Steffi Graf                          | Amanda Coetzer                      | 6:0, 6:4       |
| 21.02.       | The Evert Cup Indian Wells, Vereinigte Staaten Tier II – 400.000 $ Hartplatz – 32E/16Q/16D                | Lindsay Davenport Lisa Raymond       | Manon Bollegraf Helena Suková       | 6:2, 6:4       |
| 28.02.       | Virginia Slims of Florida Delray Beach, Vereinigte Staaten Tier II – 400.000 $ Hartplatz – 56E/32Q/28D    | Steffi Graf                          | Arantxa Sánchez Vicario             | 6:3, 7:5       |
| 28.02.       | Virginia Slims of Florida Delray Beach, Vereinigte Staaten Tier II – 400.000 $ Hartplatz – 56E/32Q/28D    | Jana Novotná Arantxa Sánchez Vicario | Manon Bollegraf Helena Suková       | 6:2, 6:0       |

### März
| Datum 1 | Turnier                                                                                             | Siegerin                             | Finalgegnerin                       | Ergebnis         |
| ------- | --------------------------------------------------------------------------------------------------- | ------------------------------------ | ----------------------------------- | ---------------- |
| 14.03.  | The Lipton Championships Miami, Vereinigte Staaten Tier I – 1.000.000 $ Hartplatz – 96E/64Q/48D     | Steffi Graf                          | Natallja Swerawa                    | 4:6, 6:1, 6:2    |
| 14.03.  | The Lipton Championships Miami, Vereinigte Staaten Tier I – 1.000.000 $ Hartplatz – 96E/64Q/48D     | Gigi Fernández Natallja Swerawa      | Patty Fendick Meredith McGrath      | 6:3, 6:1         |
| 21.03.  | Virginia Slims of Houston Houston, Vereinigte Staaten Tier II – 400.000 $ Sandplatz – 28E/32Q/16D   | Sabine Hack                          | Mary Pierce                         | 7:5, 6:4         |
| 21.03.  | Virginia Slims of Houston Houston, Vereinigte Staaten Tier II – 400.000 $ Sandplatz – 28E/32Q/16D   | Manon Bollegraf Martina Navratilova  | Katrina Adams Zina Garrison-Jackson | 6:4, 6:2         |
| 21.03.  | Light n’ Lively Doubles Wesley Chapel (Florida), Vereinigte Staaten 175.000 $ – Sandplatz – 8D      | Jana Novotná Arantxa Sánchez Vicario | Gigi Fernández Natallja Swerawa     | 6:2, 7:5         |
| 28.03.  | Family Circle Cup Hilton Head Island, Vereinigte Staaten Tier I – 750.000 $ Sandplatz – 56E/32Q/28D | Conchita Martínez                    | Natallja Swerawa                    | 6:4, 6:0         |
| 28.03.  | Family Circle Cup Hilton Head Island, Vereinigte Staaten Tier I – 750.000 $ Sandplatz – 56E/32Q/28D | Lori McNeil Arantxa Sanchez Vicario  | Gigi Fernández Natallja Swerawa     | 6:4, 4:1 Aufgabe |

### April
| Datum 1      | Turnier                                                                                                   | Siegerin                               | Finalgegnerin                      | Ergebnis        |
| ------------ | --- | -------------------------------------- | ---------------------------------- | --------------- |
| 04.04.       | Bausch & Lomb Championships Amelia Island, Vereinigte Staaten Tier II – 400.000 $ Sandplatz – 56E/32Q/28D | Arantxa Sánchez Vicario                | Gabriela Sabatini                  | 6:1, 6:4        |
| 04.04.       | Bausch & Lomb Championships Amelia Island, Vereinigte Staaten Tier II – 400.000 $ Sandplatz – 56E/32Q/28D | Larisa Neiland Arantxa Sánchez Vicario | Amanda Coetzer Inés Gorrochategui  | 6:2, 6:76, 6:4  |
| 04.04.       | Japan Open Tokio, Japan Tier III – 150.000 $ Hartplatz – 32E/32Q/16D                                      | Kimiko Date                            | Amy Frazier                        | 7:5, 6:0        |
| 04.04.       | Japan Open Tokio, Japan Tier III – 150.000 $ Hartplatz – 32E/32Q/16D                                      | Mami Donoshiro Ai Sugiyama             | Yayuk Basuki Nana Miyagi           | 6:4, 6:1        |
| 11.04.       | Volvo Women’s Open Pattaya, Thailand Tier IV – 100.000 $ Hartplatz – 32E/32Q/16D                          | Sabine Appelmans                       | Patty Fendick                      | 6:75, 7:65, 6:2 |
| 11.04.       | Volvo Women’s Open Pattaya, Thailand Tier IV – 100.000 $ Hartplatz – 32E/32Q/16D                          | Patty Fendick Meredith McGrath         | Yayuk Basuki Nana Miyagi           | 7:60, 3:6, 6:3  |
| 18.04.       | Singapore Tennis Classic Kallang, Singapur Tier IV – 100.000 $ Hartplatz – 32E/16D                        | Naoko Sawamatsu                        | Florencia Labat                    | 7:5, 7:5        |
| 18.04.       | Singapore Tennis Classic Kallang, Singapur Tier IV – 100.000 $ Hartplatz – 32E/16D                        | Patty Fendick Meredith McGrath         | Nicole Arendt Kristine Radford     | 6:4, 6:1        |
| 19. – 24.04. | International Championships of Spain Barcelona, Spanien Tier II – 400.000 $ Sandplatz – 32E/32Q/16D       | Arantxa Sánchez Vicario                | Iva Majoli                         | 6:0 6:2         |
| 19. – 24.04. | International Championships of Spain Barcelona, Spanien Tier II – 400.000 $ Sandplatz – 32E/32Q/16D       | Larisa Neiland Arantxa Sánchez Vicario | Julie Halard Nathalie Tauziat      | 6:2, 6:4        |
| 25.04.       | Danamon Indonesia Women’s Open Jakarta, Indonesien Tier IV – 100.000 $ Hartplatz – 32E/32Q/16D            | Yayuk Basuki                           | Florencia Labat                    | 6:4, 3:6, 7:61  |
| 25.04.       | Danamon Indonesia Women’s Open Jakarta, Indonesien Tier IV – 100.000 $ Hartplatz – 32E/32Q/16D            | Nicole Arendt Kristine Radford         | Kerry-Anne Guse Andrea Strnadová   | 6:2, 6:2        |
| 25.04.       | Citizen Cup Hamburg, Deutschland Tier II – 400.000 $ Sandplatz – 32E/32Q/16D                              | Arantxa Sánchez Vicario                | Steffi Graf                        | 4:6, 7:63, 7:68 |
| 25.04.       | Citizen Cup Hamburg, Deutschland Tier II – 400.000 $ Sandplatz – 32E/32Q/16D                              | Jana Novotná Arantxa Sánchez Vicario   | Jewgenija Manjukowa Leila Mes’chi  | 6:3, 6:2        |
| 25.04.       | Ilva Trophy Tarent, Italien Tier IV – 100.000 $ Sandplatz – 32E/32Q/16D                                   | Julie Halard                           | Irina Spîrlea                      | 6:2, 6:3        |
| 25.04.       | Ilva Trophy Tarent, Italien Tier IV – 100.000 $ Sandplatz – 32E/32Q/16D                                   | Irina Spîrlea Noelle Van Lottum        | Sandra Cecchini Isabelle Demongeot | 6:3, 2:6, 6:1   |

### Mai
| Datum 1         | Turnier                                                                                         | Sieger(in)                                      | Finalgegner(in)                      | Ergebnis      |
| --------------- | ----------------------------------------------------------------------------------------------- | ----------------------------------------------- | ------------------------------------ | ------------- |
| 02.05.          | Mercedes Italian Open Rom, Italien Tier I – 750.000 $ Sandplatz – 56E/28D                       | Conchita Martínez                               | Martina Navratilova                  | 7:65, 6:4     |
| 02.05.          | Mercedes Italian Open Rom, Italien Tier I – 750.000 $ Sandplatz – 56E/28D                       | Gigi Fernández Natallja Swerawa                 | Gabriela Sabatini Brenda Schultz     | 6:1, 6:3      |
| 09.05.          | German Open Berlin, Deutschland Tier I – 750.000 $ Sandplatz – 56E/32Q/28D                      | Steffi Graf                                     | Brenda Schultz                       | 7:66, 6:4     |
| 09.05.          | German Open Berlin, Deutschland Tier I – 750.000 $ Sandplatz – 56E/32Q/28D                      | Gigi Fernández Natallja Swerawa                 | Jana Novotná Arantxa Sánchez Vicario | 6:3, 7:62     |
| 10.05.          | BVV Prague Open Prag, Tschechien Tier IV – 100.000 $ Sandplatz – 32E/32Q/16D                    | Amanda Coetzer                                  | Åsa Carlsson                         | 6:1, 7:614    |
| 10.05.          | BVV Prague Open Prag, Tschechien Tier IV – 100.000 $ Sandplatz – 32E/32Q/16D                    | Amanda Coetzer Linda Harvey-Wild                | Kristie Boogert Laura Golarsa        | 6:4, 3:6, 6:2 |
| 16.05.          | European Open-Lucerne Luzern, Schweiz Tier III – 150.000 $ Sandplatz – 28E/32Q/16D              | Lindsay Davenport                               | Lisa Raymond                         | 7:63, 6:4     |
| 16.05.          | European Open-Lucerne Luzern, Schweiz Tier III – 150.000 $ Sandplatz – 28E/32Q/16D              | der Doppelwettbewerb wurde wegen Regen abgesagt |                                      |               |
| 16.05.          | Internationaux de Strasbourg Straßburg, Frankreich Tier III – 150.000 $ Sandplatz – 28E/29Q/16D | Mary Joe Fernández                              | Gabriela Sabatini                    | 2:6, 6:4, 6:0 |
| 16.05.          | Internationaux de Strasbourg Straßburg, Frankreich Tier III – 150.000 $ Sandplatz – 28E/29Q/16D | Lori McNeil Rennae Stubbs                       | Patricia Tarabini Caroline Vis       | 6:3, 3:6, 6:2 |
| 23.05. – 05.06. | French Open Paris, Frankreich Grand Slam – 3.561.928 $ Sandplatz – 128E/64Q/64D/48M             | Arantxa Sánchez Vicario                         | Mary Pierce                          | 6:4, 6:4      |
| 23.05. – 05.06. | French Open Paris, Frankreich Grand Slam – 3.561.928 $ Sandplatz – 128E/64Q/64D/48M             | Gigi Fernández Natallja Swerawa                 | Lindsay Davenport Lisa Raymond       | 6:2, 6:2      |
| 23.05. – 05.06. | French Open Paris, Frankreich Grand Slam – 3.561.928 $ Sandplatz – 128E/64Q/64D/48M             | Kristie Boogert Menno Oosting                   | Larisa Neiland Andrei Olchowski      | 7:5, 3:6, 7:5 |

### Juni
| Datum 1         | Turnier                                                                                          | Sieger(in)                           | Finalgegner(in)                      | Ergebnis       |
| --------------- | ------------------------------------------------------------------------------------------------ | ------------------------------------ | ------------------------------------ | -------------- |
| 06.06.          | DFS Classic Birmingham, Großbritannien Tier III – 150.000 $ Rasen – 56Q/32Q/28D                  | Lori McNeil                          | Zina Garrison-Jackson                | 6:2, 6:2       |
| 06.06.          | DFS Classic Birmingham, Großbritannien Tier III – 150.000 $ Rasen – 56Q/32Q/28D                  | Zina Garrison-Jackson Larisa Neiland | Catherine Barclay Kerry-Anne Guse    | 6:4, 6:4       |
| 13. – 19.06.    | Volkswagen Cup Eastbourne Eastbourne, Großbritannien Tier II – 400.000 $ Rasen – 56E/28D         | Meredith McGrath                     | Linda Harvey-Wild                    | 6:2, 6:4       |
| 13. – 19.06.    | Volkswagen Cup Eastbourne Eastbourne, Großbritannien Tier II – 400.000 $ Rasen – 56E/28D         | Gigi Fernández Natallja Swerawa      | Inés Gorrochategui Helena Suková     | 6:74, 6:4, 6:3 |
| 20.06. – 03.07. | Wimbledon Championships London, Großbritannien Grand Slam – 3.361.848 $ Rasen – 128E/64Q/64D/64M | Conchita Martínez                    | Martina Navratilova                  | 6:4, 3:6, 6:3  |
| 20.06. – 03.07. | Wimbledon Championships London, Großbritannien Grand Slam – 3.361.848 $ Rasen – 128E/64Q/64D/64M | Gigi Fernández Natallja Swerawa      | Jana Novotná Arantxa Sánchez Vicario | 6:4, 6:1       |
| 20.06. – 03.07. | Wimbledon Championships London, Großbritannien Grand Slam – 3.361.848 $ Rasen – 128E/64Q/64D/64M | Helena Suková Todd Woodbridge        | Lori McNeil T. J. Middleton          | 3:6, 7:5, 6:3  |

### Juli
| Datum 1 | Turnier | Siegerin                          | Finalgegnerin                             | Ergebnis       |
| ------- | --- | --------------------------------- | ----------------------------------------- | -------------- |
| 04.07.  | Torneo Internazional Femmin di Palermo Palermo, Italien Tier IV – 100.000 $ Sandplatz – 32E/24Q/16D           | Irina Spîrlea                     | Brenda Schultz                            | 6:4, 1:6, 7:65 |
| 04.07.  | Torneo Internazional Femmin di Palermo Palermo, Italien Tier IV – 100.000 $ Sandplatz – 32E/24Q/16D           | Ruxandra Dragomir Laura Garrone   | Alice Canepa Giulia Casoni                | 6:1, 6:0       |
| 25.07.  | Federation Cup, Finale Frankfurt am Main, Deutschland, Sandplatz                                              | Spanien                           | Vereinigte Staaten                        | 3:0            |
| 25.07.  | Styrian Open Maria Lankowitz, Österreich Tier IV – 100.000 $ Sandplatz – 32E/32Q/16D                          | Anke Huber                        | Judith Wiesner                            | 6:3, 6:3       |
| 25.07.  | Styrian Open Maria Lankowitz, Österreich Tier IV – 100.000 $ Sandplatz – 32E/32Q/16D                          | Sandra Cecchini Patricia Tarabini | Alexandra Fusai Karina Habšudová          | 7:5, 7:5       |
| 25.07.  | Acura US Women’s Hardcourts Stratton Mountain, Vereinigte Staaten Tier II – 400.000 $ Hartplatz – 32E/32Q/16D | Conchita Martínez                 | Arantxa Sánchez Vicario                   | 4:6, 6:3, 6:4  |
| 25.07.  | Acura US Women’s Hardcourts Stratton Mountain, Vereinigte Staaten Tier II – 400.000 $ Hartplatz – 32E/32Q/16D | Pam Shriver Elizabeth Smylie      | Conchita Martínez Arantxa Sánchez Vicario | 7:64, 2:6, 7:5 |

### August
| Datum 1      | Turnier | Sieger(in)                               | Finalgegner(in)                  | Ergebnis       |
| ------------ | --- | ---------------------------------------- | -------------------------------- | -------------- |
| 01.08.       | Toshiba Tennis Classic San Diego, Vereinigte Staaten Tier II – 400.000 $ Hartplatz – 56E/28D                  | Steffi Graf                              | Arantxa Sánchez Vicario          | 6:2, 6:1       |
| 01.08.       | Toshiba Tennis Classic San Diego, Vereinigte Staaten Tier II – 400.000 $ Hartplatz – 56E/28D                  | Jana Novotná Arantxa Sánchez Vicario     | Ginger Helgeson Rachel McQuillan | 6:3, 6:3       |
| 08.08.       | Virginia Slims of Los Angeles Manhattan Beach, Vereinigte Staaten Tier II – 400.000 $ Hartplatz – 56E/32Q/28D | Amy Frazier                              | Ann Grossman                     | 6:1, 6:3       |
| 08.08.       | Virginia Slims of Los Angeles Manhattan Beach, Vereinigte Staaten Tier II – 400.000 $ Hartplatz – 56E/32Q/28D | Julie Halard Nathalie Tauziat            | Jana Novotná Lisa Raymond        | 6:1, 0:6, 6:1  |
| 15. – 21.08. | Matinee Ltd. International – Canadian Open Montreal, Kanada Tier I – 750.000 $ Hartplatz – 56E/32Q/28D        | Arantxa Sánchez Vicario                  | Steffi Graf                      | 7:5, 1:6, 7:64 |
| 15. – 21.08. | Matinee Ltd. International – Canadian Open Montreal, Kanada Tier I – 750.000 $ Hartplatz – 56E/32Q/28D        | Meredith McGrath Arantxa Sánchez Vicario | Pam Shriver Elizabeth Smylie     | 2:6, 6:2, 6:4  |
| 22.08.       | OTB International Tennis Open Schenectady, Vereinigte Staaten Tier III – 150.000 $ Hartplatz – 32E/16D        | Judith Wiesner                           | Larisa Neiland                   | 7:5, 3:6, 6:4  |
| 22.08.       | OTB International Tennis Open Schenectady, Vereinigte Staaten Tier III – 150.000 $ Hartplatz – 32E/16D        | Meredith McGrath Larisa Neiland          | Pam Shriver Elizabeth Smylie     | 6:2, 6:2       |
| 29.08.       | US Open New York, Vereinigte Staaten Grand Slam – 3.900.000 $ Hartplatz – 128E/64Q/64D/32M                    | Arantxa Sánchez Vicario                  | Steffi Graf                      | 1:6, 7:63, 6:4 |
| 29.08.       | US Open New York, Vereinigte Staaten Grand Slam – 3.900.000 $ Hartplatz – 128E/64Q/64D/32M                    | Jana Novotná Arantxa Sánchez Vicario     | Katerina Maleewa Robin White     | 6:3, 6:3       |
| 29.08.       | US Open New York, Vereinigte Staaten Grand Slam – 3.900.000 $ Hartplatz – 128E/64Q/64D/32M                    | Elna Reinach Patrick Galbraith           | Jana Novotná Todd Woodbridge     | 6:2, 6:4       |

### September
| Datum 1      | Turnier | Siegerin                             | Finalgegnerin                  | Ergebnis      |
| ------------ | --- | ------------------------------------ | ------------------------------ | ------------- |
| 19. – 24.09. | Moscow Ladies Open Moskau, Russland Tier III – 150.000 $ Teppich (Halle) – 32E/31Q/16D                        | Magdalena Maleewa                    | Sandra Cecchini                | 7:5, 6:1      |
| 19. – 24.09. | Moscow Ladies Open Moskau, Russland Tier III – 150.000 $ Teppich (Halle) – 32E/31Q/16D                        | Jelena Makarowa Jewgenija Manjukowa  | Laura Golarsa Caroline Vis     | 7:63, 6:4     |
| 19. – 24.09. | Nichirei International Ladies Tennis Championships Tokio, Japan Tier II – 400.000 $ Hartplatz – 32E/32Q/16D   | Arantxa Sánchez Vicario              | Amy Frazier                    | 6:1, 6:2      |
| 19. – 24.09. | Nichirei International Ladies Tennis Championships Tokio, Japan Tier II – 400.000 $ Hartplatz – 32E/32Q/16D   | Julie Halard Arantxa Sánchez Vicario | Amy Frazier Rika Hiraki        | 6:1, 0:6, 6:1 |
| 26.09.       | International Damen Grand Prix Leipzig Leipzig, Deutschland Tier II – 400.000 $ Teppich (Halle) – 32E/32Q/16D | Jana Novotná                         | Mary Pierce                    | 7:5, 6:1      |
| 26.09.       | International Damen Grand Prix Leipzig Leipzig, Deutschland Tier II – 400.000 $ Teppich (Halle) – 32E/32Q/16D | Patty Fendick Meredith McGrath       | Manon Bollegraf Larisa Neiland | 6:4, 6:4      |

### Oktober
| Datum 1 | Turnier                                                                                                | Siegerin                                  | Finalgegnerin                      | Ergebnis        |
| ------- | --- | ----------------------------------------- | ---------------------------------- | --------------- |
| 03.10.  | European Indoors Zurich Zürich, Schweiz Tier I – 750.000 $ Teppich (Halle) – 32E/32Q/16D               | Magdalena Maleewa                         | Natallja Swerawa                   | 7:5, 3:6, 6:4   |
| 03.10.  | European Indoors Zurich Zürich, Schweiz Tier I – 750.000 $ Teppich (Halle) – 32E/32Q/16D               | Manon Bollegraf Martina Navratilova       | Patty Fendick Meredith McGrath     | 7:63, 6:1       |
| 10.10.  | Porsche Tennis Grand Prix Filderstadt, Deutschland Tier II – 400.000 $ Hartplatz (Halle) – 32E/32Q/16D | Anke Huber                                | Mary Pierce                        | 6:4, 6:2        |
| 10.10.  | Porsche Tennis Grand Prix Filderstadt, Deutschland Tier II – 400.000 $ Hartplatz (Halle) – 32E/32Q/16D | Gigi Fernández Natallja Swerawa           | Manon Bollegraf Larisa Neiland     | 7:65, 6:4       |
| 18.10.  | Brighton International Brighton, Deutschland Tier II – 400.000 $ Teppich (Halle) – 32E/32Q/16D         | Jana Novotná                              | Helena Suková                      | 6:74, 6:3, 6:4  |
| 18.10.  | Brighton International Brighton, Deutschland Tier II – 400.000 $ Teppich (Halle) – 32E/32Q/16D         | Manon Bollegraf Larisa Neiland            | Mary Joe Fernández Jana Novotná    | 4:6, 6:2, 6:3   |
| 24.10.  | Nokia Grand Prix Essen, Deutschland Tier II – 400.000 $ Teppich (Halle) – 32E/32Q/16D                  | Jana Novotná                              | Iva Majoli                         | 6:2, 6:4        |
| 24.10.  | Nokia Grand Prix Essen, Deutschland Tier II – 400.000 $ Teppich (Halle) – 32E/32Q/16D                  | Maria Lindström Maria Strandlund          | Jewgenija Manjukowa Leila Mes’chi  | 6:2, 6:1        |
| 31.10.  | Bell Challenge Québec, Kanada Tier III – 150.000 $ Teppich (Halle) – 32E/32Q/16D                       | Katerina Maleewa                          | Brenda Schultz                     | 6:3, 6:3        |
| 31.10.  | Bell Challenge Québec, Kanada Tier III – 150.000 $ Teppich (Halle) – 32E/32Q/16D                       | Elna Reinach Nathalie Tauziat             | Linda Harvey-Wild Chanda Rubin     | 6:4, 6:3        |
| 31.10.  | Bank of the West Classic Oakland, Vereinigte Staaten Tier II – 400.000 $ Teppich (Halle) – 28E/16D     | Arantxa Sánchez Vicario                   | Martina Navratilova                | 1:6, 7:65, 7:63 |
| 31.10.  | Bank of the West Classic Oakland, Vereinigte Staaten Tier II – 400.000 $ Teppich (Halle) – 28E/16D     | Lindsay Davenport Arantxa Sánchez Vicario | Gigi Fernández Martina Navratilova | 7:5, 6:4        |

### November
| Datum 1 | Turnier | Siegerin                                | Finalgegnerin                        | Ergebnis          |
| ------- | --- | --------------------------------------- | ------------------------------------ | ----------------- |
| 07.11.  | Virginia Slims of Philadelphia Philadelphia, Vereinigte Staaten Tier I – 750.000 $ Teppich (Halle) – 32E/32Q/16D | Anke Huber                              | Mary Pierce                          | 6:0, 6:74, 7:5    |
| 07.11.  | Virginia Slims of Philadelphia Philadelphia, Vereinigte Staaten Tier I – 750.000 $ Teppich (Halle) – 32E/32Q/16D | Gigi Fernández Natallja Swerawa         | Gabriela Sabatini Brenda Schultz     | 4:6, 6:4, 6:2     |
| 07.11.  | Surabaya Women’s Open Surabaya, Indonesien Tier IV – 100.000 $ Hartplatz – 32E/10Q/16D                           | Elena Wagner                            | Ai Sugiyama                          | 2:6, 6:0, Aufgabe |
| 07.11.  | Surabaya Women’s Open Surabaya, Indonesien Tier IV – 100.000 $ Hartplatz – 32E/10Q/16D                           | Yayuk Basuki Romana Tedjakusuma         | Kyoko Nagatsuka Ai Sugiyama          | kampflos          |
| 14.11.  | P&G Taiwan Women’s Tennis Open Taipeh, Taiwan Tier IV – 100.000 $ Hartplatz – 32E/8Q/16D                         | Wang Shi-ting                           | Kyoko Nagatsuka                      | 6:1, 6:3          |
| 14.11.  | P&G Taiwan Women’s Tennis Open Taipeh, Taiwan Tier IV – 100.000 $ Hartplatz – 32E/8Q/16D                         | Michelle Jaggard-Lai Rene Simpson-Alter | Nancy Feber Alexandra Fusai          | 6:0, 7:610        |
| 14.11.  | Virginia Slims Championships New York, Vereinigte Staaten Masters – 3.708.500 $ Teppich (Halle) – 16E/8D         | Gabriela Sabatini                       | Lindsay Davenport                    | 6:3, 6:2, 6:4     |
| 14.11.  | Virginia Slims Championships New York, Vereinigte Staaten Masters – 3.708.500 $ Teppich (Halle) – 16E/8D         | Gigi Fernández Natallja Swerawa         | Jana Novotná Arantxa Sánchez Vicario | 6:3, 6:74, 6:3    |